# 费斯·利奇
费斯·伊冯娜·利奇（英語：Faith Yvonne Leech，1941年3月31日—2013年9月14日）是澳大利亚女子自由泳运动员，曾在墨尔本举办的1956年奥运会上赢得4×100米自由泳接力赛金牌和100米自由泳铜牌。
利奇身材高挑而苗条，以游泳动作优雅闻名。她在婴儿期饱受肠胃功能失调的困扰，所以童年时就开始游泳锻炼体力。她连续打破多项少儿组游泳纪录，知名度迅速提升。1955年，年仅13岁的利奇在110码自由泳项目夺冠，成为澳大利亚历史上最年轻的全国游泳冠军。同年她还两次打破100码自由泳的国内纪录，成为1956年奥运会选拔赛的种子选手。利奇此时受到疾病困扰，未能参与1956年的全国游泳锦标赛，但她及时复原，顺利取得100米自由泳个人赛和接力赛的入场券。奥运会在墨尔本拉开帷幕后，利奇总体表现稳定，先在个人赛后半截發力冲刺取得铜牌，确保澳大利亚队包揽该项目全部奖牌，然后又在接力赛第二个下水，帮助澳大利亚队夺冠并刷新世界纪录。墨尔本奥运会结束后，年仅15岁的利奇决定退役，据她本人所述，如此年轻就选择退役主要是因为难以忍受比赛引起的焦虑。

## 早年经历
费斯·利奇于1941年3月31日在澳大利亚维多利亚州中部城市本迪戈出生，是家中第二个孩子，父亲名為杰西·弗朗西斯·利奇（Jessie Francis Leech），母亲名為约翰斯通·梅尔摩尔（Johnstone Melmore）。利奇的姐姐因白血病在两岁那年夭折，所以父母为二女儿起名“费斯”（Faith，意为“信心”）:133。刚出生的利奇体型纤弱，两岁前还有厌食的毛病，母亲只好每小时喂她吃少量食物，家人还曾两次把利奇送到墨尔本的医院抢救。常规医疗手段未能纠正利奇的饮食问题，所以妈妈按自然疗法医师的建议让女儿吃十天斋，之后利奇的食品主要控制在水果、沙拉、蔬菜范围内，并且特别注重摄入甜菜根汁和胡萝卜汁。:133
虽然身体健康有所改善，但利奇的体型依旧瘦弱，而且驼背严重。为了增强女儿的体力和信心，父母先送她去学芭蕾舞，然后再尝试游泳，母亲当年还曾是竞技游泳运动员。利奇六岁时就被送去学习游泳课程，家人则在莫宁顿半岛度假。她师从前欧洲游泳冠军格斯·弗勒利希（Gus Froelich），后者还是澳大利亚奥运会奖牌得主朱迪-乔伊·戴维斯（Judy-Joy Davies）的教练。虽然起步较慢，但利奇第二年就有显著改善，在维多利亚州锦标赛上一展实力，以17.4秒刷新8岁以下组25码自由泳项目的州纪录。次年，她又以15.7秒完成25码项目，比当年的戴维斯要快3秒之多。利奇继续稳步前进，从9岁到13岁每年都夺得州冠军，而且不断创下新纪录，速度往往比同龄男子选手还快。:133
利奇和家人住在本迪戈，同时在营山小学就读，每年只能到弗勒利希那里训练三次，所以她的练习很大程度上需要依赖旱地模拟设施，例如连在厨房门上的滑轮等:133。12岁时，她就以1分7.1秒游完110码，创下该年龄段女子游泳速度的非正式世界纪录:134。这样优异的成绩促使父母在墨尔本租下公寓，以便女儿能定期接受弗勒利希的训练。利奇和母亲一起搬到墨尔本，父亲则留在本迪戈经营家族的珠宝生意。从1954年开始，利奇进入圣迈克尔女子文法学校就读，同时每天都同弗勒利希在墨尔本市浴场训练:134。定期训练很快迎来回报，利奇在1955年维多利亚州锦标赛上赢得110码和220码自由泳项目（不分年龄段组）冠军，成绩分别是1分7.2秒和2分39.3秒，两项都刷新州纪录:134。接下来年仅13岁的她又进军全国锦标赛，以1分7.6秒夺得110码自由泳个人赛（不分年龄段组）冠军，成为澳大利亚历史上最年轻的全国冠军，还在少年组110码和220码比赛中夺魁:134。
弗勒利希本人不推荐长距离训练，为学徒设计短距离课程，所以利奇的游法同其他大部分选手不同。她每天只训练一次，距离不超过三公里。弗勒利希不会在学徒感觉疲劳时敦促她继续游泳，注重行程机制切实有效，再由利奇用修长的手臂和优美的动作来完成。身高一米八的利奇体重只有57公斤，肩膀宽阔，手大脚大，臀部较为纤细，修长且呈流线型的身材为她赢得绰号“飞鱼”（flying fish）。:134受背部错位导致的脊椎问题影响，她不能像许多自由泳选手一样采用效果显著的翻腾转体动作，只能使用速度較慢的接触转体:134。

## 入选国家队
1955年8月，利奇以1分5秒创下110码自由泳项目的新纪录，并且10月又以1分4.8秒刷新，这样的好成绩促使媒体认定她是墨尔本奥运会的种子选手。但是，利奇在1956年因病入院，没有机会卫冕全国冠军称号。幸而她及时恢复，以1分4.6秒刷新少年组100米自由泳项目纪录，比唐·弗雷泽（Dawn Fraser）的世界纪录只差0.1秒。一个月后，再度同弗雷泽和洛兰·克拉普（Lorraine Crapp）交手的利奇又一次游出1分4.6秒，此次她终于获胜。:134
利奇入选奥运代表队后，澳大利亚游泳联盟同意她不必像其它选手一样远赴汤斯维尔的国家集训营，可以留在知晓她饮食安排的弗勒利希身边继续训练:134。10月，她在墨尔本同其他队员汇合，参加最终选拔。弗雷泽和克拉普在100米自由泳项目上有很大优势，利奇则在两项比赛中分列第二和第三名。与弗雷泽、克拉普和玛格丽特·吉布森（Margaret Gibson）合作打破女子4×100米自由泳接力项目的世界冠军后，利奇和另外两名选手拿到澳大利亚奥运代表团参加100米自由泳比赛的入场券，还和另外五名运动员获选参加4×100米自由泳接力比赛。:134

## 1956年夏季奥运会

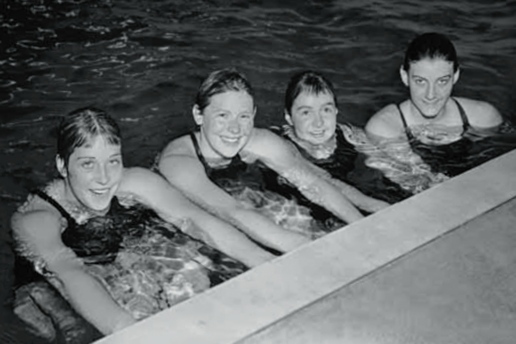
参加墨尔本奥运会女子4×100米自由泳接力第二轮预赛的四名澳大利亚选手，从左至右分别是：桑德拉·摩根、玛格丽特·吉布森、伊丽莎白·弗雷泽和费斯·利奇。

奥运会开幕后，利奇首先参加100米自由泳预赛，外界认为她和弗雷泽、克拉普是所有参赛选手中的三强:134，并且弗雷泽和克拉普更要强得多。三人都赢得预赛顺利晋级，利奇的成绩是1分4.9秒，比入围下限要快1.6秒，在所有选手中排第三，仅次于比她还要快1.5秒或以上的弗雷泽和克拉普。半决赛时利奇和弗雷泽分在同一组，以1分5.2秒排第二，仅次于弗雷泽，但还不及另一组的克拉普，在两组所有选手中排第三。半决赛的比赛结果同预赛接近，弗雷泽和克拉普都比另外六名入围选手快两秒以上，这六人间的最大差距也只有0.8秒。
澳大利亚队在决赛中的发挥同半决赛和预赛大同小异，弗雷泽和克拉普依旧遥遥领先，分别以1分2秒和1分2.3秒夺得冠、亚军，利奇则在最后25米冲刺时超越美国队的琼·罗萨扎（Joan Rosazza），以1分5.1秒摘得铜牌。比赛中季军的争夺非常激烈，利奇和最后一名游到终点的选手只相差0.7秒。利奇是该项目最年轻的参赛选手，据她回忆表示，走上领奖台最后一个位置的那一刻令她百感交集，特别是前一天晚上目睹澳大利亚队男子选手在同一项目包揽全部奖牌的情况下:134。
由于100米自由泳个人赛中速度最快的三人都是澳大利亚选手，所以她们在对应的接力赛中明顯胜算很大:131，特别是在弗雷泽和克拉普都比其他任何选手要快三秒之多的情况下。利奇起初还不确定是否能参加决赛。弗雷泽和克拉普在12月4日当天休息，剩下的桑德拉·摩根、伊丽莎白·弗雷泽（Elizabeth Fraser）、吉布森和利奇四人参加预赛并顺利为澳大利亚队取得决赛资格。利奇游完第二棒的成绩是1分5.9秒，在四名队员中排第二，因此同游出1分5.4秒的摩根一起晋级决赛。:131澳大利亚队在预赛中第一个晋级，在第二轮中以3.1秒的大幅优势胜出，比第一轮预赛中晋级的南非队和美国队分别要快1.8秒和2.3秒。利奇和摩根是队伍中最年轻的两名选手，缺乏无年龄段限制比赛的经验，所以选择两人参加12月6日决赛的决定引发争议。两名选手都只参与一次国内高级赛事，摩根在1956年全国锦标赛上有过两次抢先入水，利奇曾因病重无法出赛。:131

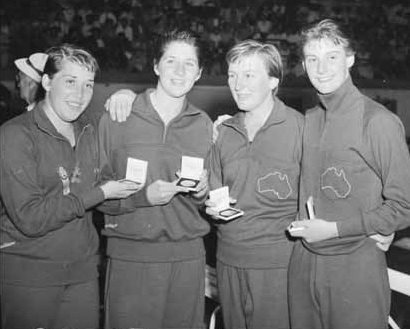
在决赛中胜出的四名选手，从左至右分别是：摩根、弗雷泽、克拉普和利奇。

澳大利亚队在决赛中开局不利，弗雷泽误听到第二声发令枪响，以为有人抢先入水，结果她用1分4秒游完第一棒，比她在100米个人赛决赛中刷下的世界纪录要慢两秒，但即便如此，她也领先美国队的西尔维亚·鲁斯卡（Sylvia Ruuska）2.3秒:132。利奇在第二棒的前50米保持领先优势，但后50米呈现下滑趋势，最终以1分5.1秒游完赛程，澳大利亚队的领先优势缩短到0.9秒。利奇此次起步表现很好，但同此前个人赛时的最好成绩相比还是要慢0.4秒。
第三棒的摩根一度被美国选手南希·西蒙斯（Nancy Simons）超越，还在距终点还有25米时发生严重失误把头探出水面，结果却在看到美国对手领先一个身位后发起冲刺，最终反而领先0.7秒:136。最后一棒的克拉普进一步拉大领先优势，最终澳大利亚队以4分17.1秒获得金牌并刷新世界纪录。澳大利亚队至此首次成功包揽100米自由泳男子及女子接力和个人赛的金牌，此外只有美国队曾于1920年在安特卫普达成同等目标。澳大利亚此后直到2004年才在雅典再度夺得女子游泳接力比赛冠军。:132

## 退役
1956年奥运会结束后，年仅15岁的利奇决定从竞技游泳事业退休。作为本迪戈历史上首位奥运奖牌得主，她在返回故乡时受到热烈款待。据利奇回忆，奥运村的生活对她来说很不寻常，除了面对大量人流和参与奥运的压力外，这也是她首次远离故乡。医生认为她在比赛前过分紧张，所以支持她退役。利奇身形高大，接下来一度在墨尔本当模特儿，但不久后就返回本迪戈经营家族珠宝生意。:135父亲在20世纪70年代去世后，她成为家族生意的主心骨，之后又把业务转给儿子负责。
利奇与米奇·托伊（Mitch Tuohy）结婚后生有两子，分别起名亚当（Adam）和特洛伊（Troy），她不希望孩子走上竞技游泳之路，担心比赛压力的影响。退役后，她对体育竞技避而远之，但依旧维持健美身材和运动能力:135。此外，她还教导残障儿童学习游泳，部分学徒之后代表澳大利亚参加特殊奥林匹克运动会。
退役后，利奇通过志愿工作继续参与奥林匹克运动。1999年7月，她和澳大利亚当时最年长的男子兼一战老兵杰克·洛基特（Jack Lockett）获得邀请，参加2000年7月奥林匹克圣火传递到本迪戈的倒计时庆典。2001年，利奇经确诊在颈部患有癌瘤，尺寸和50分硬币接近。经过为期六周的放射治疗，利奇接受手术移除肿瘤。这段经历促使她成为癌症理事会的志愿者，向确诊患上癌症的人们伸出援手。2003年2月，她致电安慰四次获奥运金牌、正处脑溢血恢复期的贝蒂·卡思伯特（Betty Cuthbert）。2006年10月，利奇同1956年的队友约翰·德维特（John Devitt）一起推出澳大利亚邮政发行的“墨尔本奥运会50年”系列邮票。
2013年9月14日，费斯·利奇在家中去世，享年72岁。2014年，利奇入选悉尼奥林匹克公园水上运动中心的“冠军之路”。